# The Gun Seller
The Gun Seller é o primeiro romance escrito por Hugh Laurie, sobre o oficial das Guardas Escocesas Thomas Lang e seu relutante envolvimento em uma conspiração envolvendo traficantes de armas, terroristas, a CIA, o Ministério da Defesa do Reino Unido, mulheres e motocicletas.
Receoso de tornar-se uma "celebridade autora", Laurie assinou os primeiros manuscritos usando um pseudônimo, revelando-se apenas depois de a publicação ter sido aceita por uma editora e persuadido a isso pelo seu publicitário, para incrementar as vendas.

## Personagens
Thomas Lang - inglês, 36 anos, ap 42D Westbourne Close, ex-membro da tropa de elite do exército britânico "Scots Guards", saiu como capitão.
James Fincham - nome falso usado por Thomas Lang.
Rayner - ou Wyatt, ou Miller, guarda-costas de Alexander Woolf.
Sarah Woolf - americana, filha de Alexander Woolf
Alexander Woolf - americano, um homem rico, um industrial, construir fabricas na Escócia e nordeste da Inglaterra para produzir componentes de metal e plástico.
David Solomon - 
O´Neal - trabalha no Ministério da Defesa, sala C188, tem uma secretária.
Paulie - advogado, "amigo" de Thomas Lang.
Graham Halkerston - gerente do Banco Nacional Westminster na Swiss Cotage.
Ginny - talvez secretária de Graham Halkerston.
Spencer - 
McCluskey - canadense, traficante de armas, ofereceu 100 mil dólares para matar Alexander Woolf.
Terence Glass - dono da galeria.
Green - 
Baker - 